# Trimerorhachis
Trimerorhachis is een geslacht van uitgestorven dvinosauride temnospondyle Batrachomorpha (basale 'amfibieën') binnen de familie Trimerorhachidae. Het is bekend uit het Vroeg-Perm van het zuidwesten van de Verenigde Staten, waarbij de meeste fossiele exemplaren zijn gevonden in de Redbeds van Texas. 

## Naamgeving
De typesoort Trimerorhachis insignis werd in 1878 door de Amerikaanse paleontoloog Edward Drinker Cope benoemd. Cope gaf geen etymologie maar de geslachtsnaam kan verklaard worden als 'driedeelschacht', kennelijk in verwijzing naar de kieuwen, en de soortaanduiding betekent 'aanzienlijk in omvang' in het Latijn. 

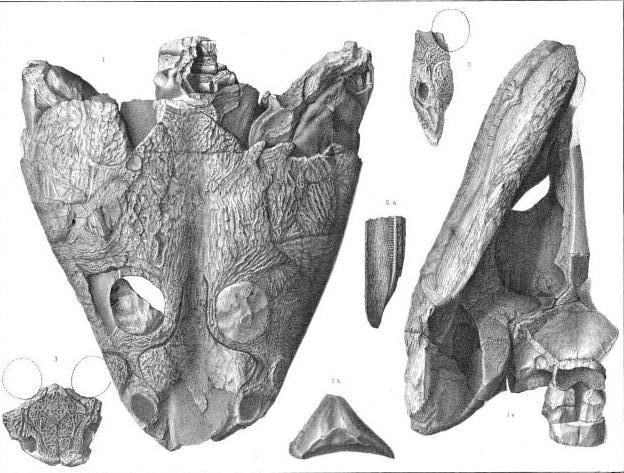
Illustratie uit Cope (1915)

Cope benoemde in 1896 de tweede soort Trimerorhachis mesops uit Texas, op basis van specimen AMNH 4577. De soorten Trimerorhachis rogersi (benoemd door Olson in 1955 op basis van specimen CNHM UR 138) en Trimerorhachis greggi (benoemd in 2013 door Milner & Schoch op basis van specimen USNM 409692) komen ook uit Texas en de soort Trimerorhachis sandovalensis (benoemd in 1980 door Berman & Reisz op basis van specimen CM 38025) komt uit New Mexico. Trimerorhachis alleni Case 1910 gebaseerd op specimen AMNH 4577, Trimerorhachis bilobatus Cope 1883 en Trimerorhachis medius Broom 1913 zijn jongere synoniemen.

## Beschrijving
De lengte van de grootste exemplaren van Trimerorhachis wordt geschat op bijna een meter lang. Trimerorhachis heeft een grote driehoekige kop met naar boven gerichte ogen aan de voorkant van de schedel. De romp is lang en de ledematen zijn relatief kort. De aanwezigheid van een kieuwboogapparaat geeft aan dat Trimerorhachis externe kieuwen had, net als de moderne axolotl. Het lichaam van Trimerorhachis is ook volledig bedekt door kleine en zeer dunne osteodermen, die elkaar overlappen en tot twintig lagen dik kunnen zijn. Deze osteodermen werken als een pantserachtige bedekking, vooral rond de staart. Hun gewicht heeft mogelijk geholpen om Trimerorhachis naar de bodem van meren en rivieren te laten zinken waar het zijn voedsel zocht.

## Geschiedenis

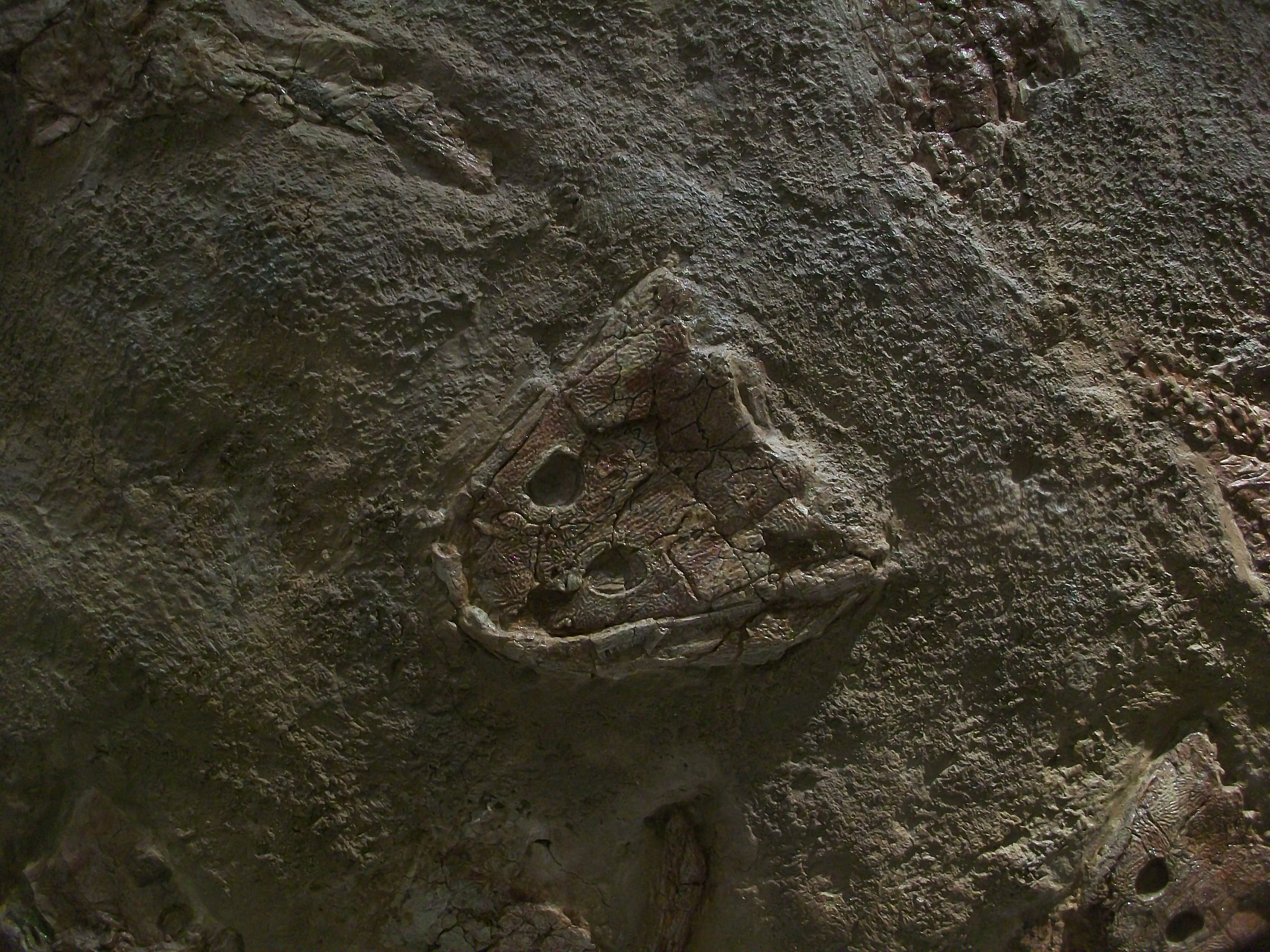
Een opeenhoping van fossielen, AMNH 4569

Trimerorhachis werd voor het eerst beschreven door Edward Drinker Cope in 1878. Exemplaren worden vaak bewaard als massa's botten die met elkaar zijn vermengd, dicht opeengepakt in rotsblokken. Fossielen worden zelden in verband gevonden, hoewel er een rotsblok is aangetroffen met zestien schedels en de bijbehorende wervels in een intacte positie. De meeste van deze fossielen behouden schedels en ruggenwervels, maar zelden andere botten. Paleontoloog Samuel Wendell Williston van de University of Chicago merkte in 1915 op dat alleen door de gelukkige ontdekking van een verbonden skelet de staart, ribben en voeten bekend konden worden. Een bijna compleet exemplaar werd het volgende jaar ontdekt in de buurt van Seymour en Williston was in staat om het gehele postcraniale skelet van Trimerorhachis te beschrijven.
In 1955 beschreef paleontoloog Edwin Harris Colbert de schubben van Trimerorhachis. Hij merkte op dat ze ovaal van vorm waren en elkaar overlappen en dat ze elk een basislaag van longitudinale striata hadden die bedekt waren met een andere laag ringvormige ribbels, de jaarringen van de schubben. De schubben leken meer op vissenschubben dan op reptielenschubben. In 1979 beweerde paleontoloog Everett Claire Olson dat dergelijke schubben bij Trimerorhachis ontbraken en dat Colbert zich vergist had in zijn interpretatie van de lichaamsbedekking van Trimerorhachis.
De tweede soort Trimerorhachis sandovalensis uit New Mexico werd in 1980 benoemd op basis van een bijna compleet skelet uit de Abo-formatie bij Jemez Springs, het holotype CM 38025. Andere fossielen van de soort worden door de hele staat gevonden, zodat het een brede verspreiding moet hebben gehad.

## Paleobiologie

### Omgeving
Trimerorhachis was waarschijnlijk een volledig in het water levende temnospondyle. Zoals de meeste dvinosauriden had hij uitwendige kieuwen. Het interclaviculum en het sleutelbeen van de schoudergordel zijn beide erg groot, een kenmerk dat wordt gedeeld met andere aquatische temnospondylen. Veel botten zijn slecht verbeend, wat aangeeft dat Trimerorhachis slecht was toegerust voor verplaatsing op het land. Trimerorhachis was waarschijnlijk een aquatisch roofdier dat zich voedde met vissen en kleine gewervelde dieren. Microanatomische gegevens suggereren ook een redelijk aquatische levensstijl, zoals blijkt uit de duidelijke osteosclerose van het dijbeen.
Tijdens het Vroeg-Perm was het gebied van New Mexico en Texas een brede kustvlakte die zich uitstrekte van een oceaan in het zuiden tot de hooglanden in het noorden. Andere veel voorkomende dieren die naast Trimerorhachis leefden, waren onder meer longvissen en crossopterygiden, de lepospondyle Diplocaulus en de grote zeildragende synapside Dimetrodon.

### Broeden
Kleine botten die waarschijnlijk toebehoren aan onvolgroeide Trimerorhachis-individuen zijn gevonden in de faryngeale zakjes van grotere Trimerorhachis-exemplaren. Aanvankelijk werd gedacht dat deze botten deel uitmaakten van de kieuwbogen die het systeem van zakjes omringen, of overblijfselen van prooien die net waren opgegeten voordat het dier stierf. Als Trimerorhachis een muilbroeder was, zou de dichtstbijzijnde levende analoog Darwins kikker zijn, die zijn jongen broedt in zijn wangzak. De botten bij Trimerorhachis behoren echter tot juvenielen die veel groter waren dan die van Darwins kikker. De jongen van de maagbroedende kikker uit Australië zijn qua grootte vergelijkbaar met die van Trimerorhachis, maar worden in de maag gebroed in plaats van in de keel. Het aantal uit te broeden jongen bij Darwins kikker en de maagbroedende kikker is ook veel hoger dan dat van Trimerorhachis, omdat er slechts enkele individuen kunnen worden onderscheiden in de verzameling botten. De enige levende amfibie die jongen van vergelijkbare grootte grootbrengt, is Eleutherodactylus jasperi, hoewel hij dit doet door middel van ovoviviparie in plaats van te broeden.
Een andere mogelijke verklaring voor de kleine botten is dat ze oorspronkelijk in de keel zaten en tijdens de fossilisatie in een zakje werden geperst. Als dit het geval was, heeft Trimerorhachis zijn jongen misschien opgegeten in plaats van erop te broeden. Dit type kannibalisme is wijdverbreid bij levende amfibieën en kwam hoogstwaarschijnlijk ook voor bij sommige prehistorische amfibieën.

## Soorten
- †T. insignis Cope, 1878 (type)
- †T. mesops Cope, 1896
- †T. rogersi Olson, 1955
- †T. sandovalensis Berman & Reisz, 1980
- †T. greggi Milner & Schoch, 2013